# Willy Van Rijckeghem
Willy Van Rijckeghem (également écrit Willy Van Ryckeghem), né le 15 janvier 1935, est un économiste belge post-keynesien, résidant actuellement a Madeira.

## Biographie
Spécialiste de l'Amérique latine, il participa comme conseiller à deux prestigieuses missions, l'une du Development Advisory Service de l'Université Harvard au service du président Arturo Umberto Illia en Argentine, l'autre de l'université de Californie à Berkeley auprès de l'institut de recherche appliquée IPEA au Brésil. Après avoir enseigné durant quinze ans à l'Université de Gand (UGent) et la Vrije Universiteit Brussel (VUB), il rejoignit en 1982 le Département de développement économique et social de la Banque interaméricaine de développement (BID) à Washington pour y diriger la Division des études par pays.
Pendant toute sa carrière, il s'est intéressé au phénomène de l'inflation. Pendant son séjour en Argentine, il développa un modèle de stabilisation graduelle de l'inflation, qui fut appliqué entre 1967 et 1970. En 1972 il obtint le Prix Collin de la Fondation Universitaire pour une étude économétrique du phénomène mondial de l'inflation. En 1976, il publia avec G. Maynard à Londres A World of Inflation au sujet duquel The Economist écrivit le 15 mai 1976 : « Mr. Maynard and Mr. van Ryckeghem in a major contribution to the debate reject monetarism; but their theoretical and empirical work falls quite clearly within the boundaries of economics. Their work is of value not merely for its substantive contribution (significant though that is), but also because it demonstrates by example that mainstream economics is not dead, and that obituaries, wherever they appear, are quite premature ».
Sa fille Patricia, née a Buenos Aires en 1965, faisait partie des top models des années 1980 et était une des égéries de Chanel.